# NGC 1951
NGC 1951 is een open sterrenhoop in het sterrenbeeld Goudvis. Het hemelobject werd op 23 december 1834 ontdekt door de Britse astronoom John Herschel.

## Synoniemen
- ESO 85-SC86